# 博克龍區
8°30′0″N 82°33′36″W / 8.50000°N 82.56000°W
博克龍區（西班牙語：Distrito de Boquerón），是巴拿馬的一個行政區，位於該國西部，由奇里基省負責管轄，始建於1774年，面積295.3平方公里，2010年人口15,029，人口密度每平方公里50.89人。